# Okuri-suzume
Okuri-suzume (jap. 送り雀 wróbel-wysłannik) – ptak-zjawa o wyglądzie wróbla (yōkai), występujący w prefekturze Wakayama oraz w regionie powiatu Yoshino, w prefekturze Nara.
W Wakayama zwany także suzume-okuri. Jest tam widywany na górze Nachi (Nachi-san).
Ze względu na to, że jego trele przypominają ptaka o japońskiej nazwie aoji (trznadel szarogłowy, Emberiza spodocephala), tak też bywa czasem nazywany.
Nocą, gdy ludzie chodzą po górskich szlakach przylatuje, świergocząc "cii, cii, cii...". Na głos ten pojawia się wilk lub okuri-inu, które atakują ludzi.
Słowo suzume oznacza w języku japońskim wróbla (Passer montanus).